# デイブ・ギャラガー (アメリカンフットボール)
デイブ・ギャラガー（Dave Gallagher、1952年1月2日 - 2025年1月20日）はオハイオ州ピクア出身（出生地はインディアナポリス）の元アメリカンフットボール選手、整形外科医。ポジションはディフェンシブラインマン。
ミシガン大学2年次の1971年、2年生のオールアメリカンに選ばれた。4年次の1973年にはチームの共同キャプテンとなり、83タックルをあげて、オールアメリカンのファーストチームに選ばれた。
1974年のNFLドラフト1巡全体20位でシカゴ・ベアーズに入団したが、1年で放出され、その後ニューヨーク・ジャイアンツ、デトロイト・ライオンズでプレーした。ミシガン大学卒業後はアナーバーやコロンバスで整形外科医として活動した。
2005年、ミシガン大学の偉大な100人のフットボール選手の65位に選ばれた。
2025年1月20日、インディアナ州コロンバスで死去。73歳没。